# 보골류보프 변환
물리학에서 보골류보프 변환(Bogoliubov transformation)은 서로 다른 두 정준 (반)교환 대수 사이를 연관짓는 변환이다.

## 역사
니콜라이 보골류보프가 1947년에 초유체를 다루기 위하여 도입하였다.

## 정의
{\displaystyle a}와 {\displaystyle a^{\dagger }}가 소멸 및 생성 연산자라고 하자. 즉,
{\displaystyle [a,a^{\dagger }]=1}
{\displaystyle [a,a]=[a^{\dagger },a^{\dagger }]=0}
이라고 하자. 이를 정준 교환 관계(canonical commutation relation, 약자 CCR)이라고 한다. 정준 교환 관계는 다음과 같은 선형변환 아래 불변이다.
{\displaystyle {\tilde {a}}=a\exp(i\theta _{1})\cosh r+a^{\dagger }\exp(i\theta _{2})\sinh r}
{\displaystyle {\tilde {a}}^{\dagger }=a\exp(-i\theta _{2})\sinh r+a^{\dagger }\exp(-i\theta _{1})\cosh r}.
이러한 변환을 보골류보프 변환이라고 한다.
마찬가지로, 페르미온의 정준 반교환 관계(canonical anticommutation relation, 약자 CAR)
{\displaystyle \{b,b^{\dagger }\}=1}
{\displaystyle \{b,b\}=\{b^{\dagger },b^{\dagger }\}=0}
도 다음과 같은 보골류보프 변환 아래 불변이다.
{\displaystyle {\tilde {b}}=b\exp(i\theta _{1})\cos r+b^{\dagger }\exp(i\theta _{2})\sin r}
{\displaystyle {\tilde {b}}^{\dagger }=b\exp(-i\theta _{2})\sin r+b^{\dagger }\exp(-i\theta _{1})\cos r}.
진공 {\displaystyle |0\rangle }은 모든 소멸 연산자에 의하여 소멸되는 상태로 정의된다.
{\displaystyle a_{i}|0\rangle =0\forall i}
보골류보프 변환을 가하면 소멸 연산자가 바뀌게 되므로, 이에 따라 일반적으로 진공 상태도 달라진다. 즉, 변환된 소멸 연산자에 대한 진공 상태를 {\displaystyle |{\tilde {0}}\rangle }이라고 하면,
{\displaystyle {\tilde {a}}_{i}|{\tilde {0}}\rangle =0\forall i}
일반적으로 두 진공 상태는 다르다.
{\displaystyle |0\rangle \neq |{\tilde {0}}\rangle }.